# ハーマン・インターナショナル
ハーマン・インターナショナル・インダストリーズ（Harman International Industries, Incorporated）は、オーディオ機器などを製造、販売するアメリカ合衆国に本拠を置く、韓国のサムスン電子傘下の多国籍企業である。
オーディオ・ブランドとして、JBL、harman/kardon、Infinity、マーク・レビンソン、Lexicon、AKG、Arcam、Studer、Soundcraft、CROWN、dbx、デノン、マランツ、Bowers ＆ Wilkins（B＆W）、Polk Audioなどを保有する。
2016年11月にサムスン電子がハーマンインターナショナルを約80億米ドルで買収することに合意したと発表し、2017年3月10日に買収作業を完了、サムスン電子に合併された。
日本法人はハーマンインターナショナル株式会社（Harman International Japan Co., Ltd.）。

## 概要
ハーマンインターナショナルの本社はコネチカット州スタンフォードに置かれ、アメリカ、ヨーロッパ、アジアなどに子会社を持っている。事業は4つの戦略事業ユニット「Connected Car事業（車載機器事業）」「Lifestyle Audio事業（コンシューマー事業）」「Professional Solution事業（業務用事業）」、「Connected Service事業（接続サービス事業）」に分かれる。

### Automotive事業（車載機器事業）
オートモーティブ部門では、ダイムラー、トヨタ（レクサス向けも含む）、BMW、ゼネラルモーターズ、SUBARUなどをはじめとした自動車メーカー向けに、ハーマン傘下オーディオブランドでの車載オーディオ機器を提供している。2015年にバング&オルフセンの車載事業を買収し、「バング&オルフセン」「B&O PLAY」ブランドでの車載機器の開発・販売も行っている。現在、4事業部門中最大の販売規模を持っている。

### Lifestyle Audio事業（コンシューマー事業）
ライフスタイル・オーディオ事業部門では、JBL、harman/kardon、Infinityなどのブランドでスピーカー、CDプレイヤー、DVDプレイヤー、アンプなどのオーディオ機器の製造・販売を行っている。

### Professional Solution事業（業務用事業）
プロフェッショナル・ソリューション事業部門では、スタジオモニター、アンプ、マイク、ミキシングコンソールなどの業務用の音響機器を製造販売を行っている。レコーディングスタジオ、映画館、コンサートツアーなどで使用されている。なお、日本ではハーマンインターナショナルの管轄外で、ヒビノ株式会社が総代理店となっている。

### Connected Service事業（接続サービス事業）
接続サービス事業部門では、BMW、マイクロソフト、PSAグループ、リライアンスJio向けにネット接続ソフト及びOTAサービスの提供を通じて、ポルシェ、プジョー・シトロエン、SUBARUなどの自動車への接続サービスを提供している。

## 歴史
シドニー・ハーマンとバーナード・カードンによって1953年にハーマン・カードンが設立された。